# Wieżyca
Wieżyca (kašubsky Wieżëca, německy Turmberg) je s 328,7 m n. m. nejvyšší kopec v severní části Polska. Nachází se v Kašubské chráněné krajinné oblasti (polsky Kaszubski Park Krajobrazowy) ve gmině Stężyca, v okrese Kartuzy, v Pomořském vojvodstvím asi 40 km jihozápadně od Gdaňsku a pobřeží Baltského moře. Okolní krajina je mírně kopcovitá a zalesněná, nachází se zde velké množství jezer.

## Fotogalerie

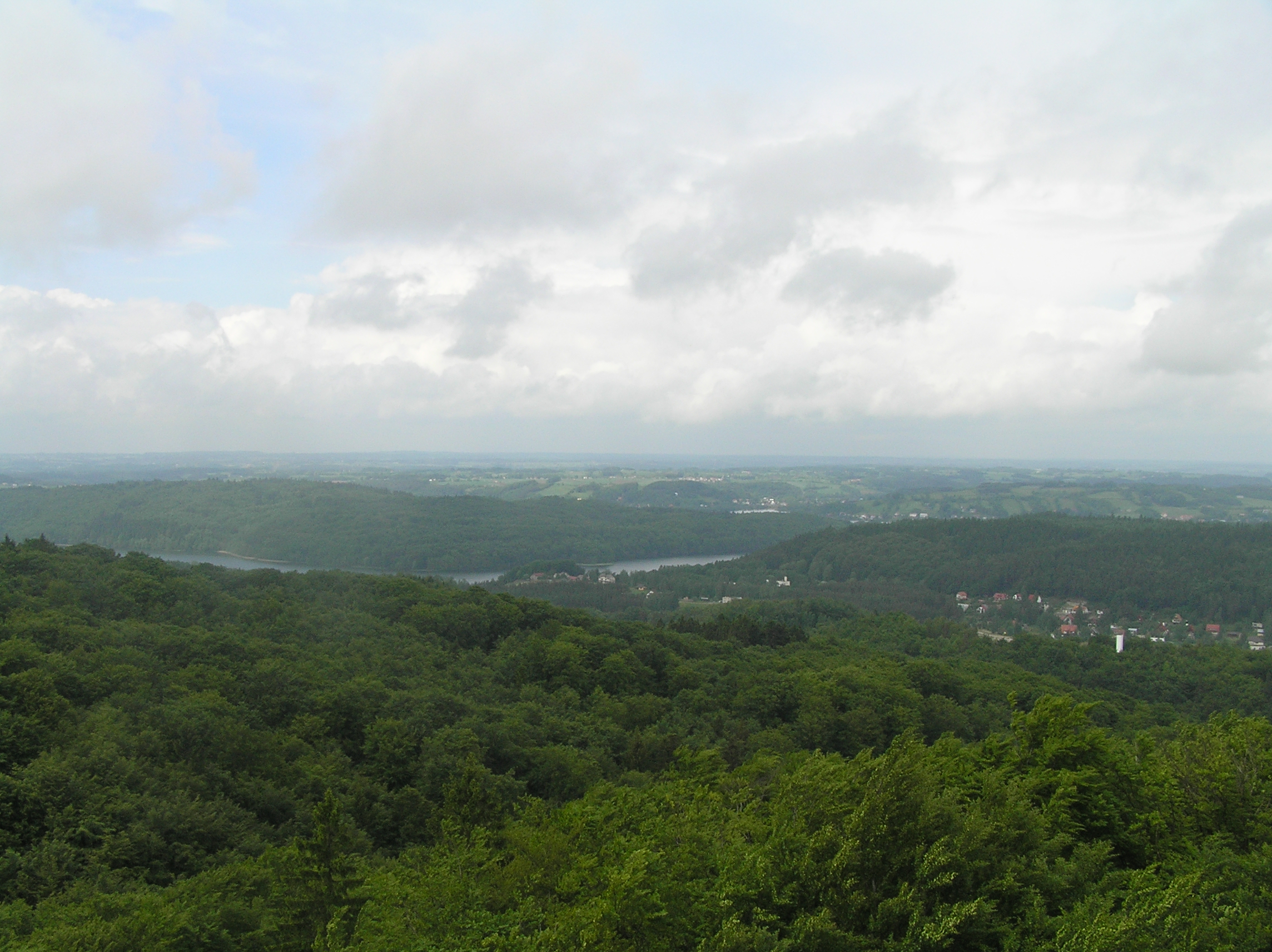
Výhled
Výhled